# Porządek spiętrzony

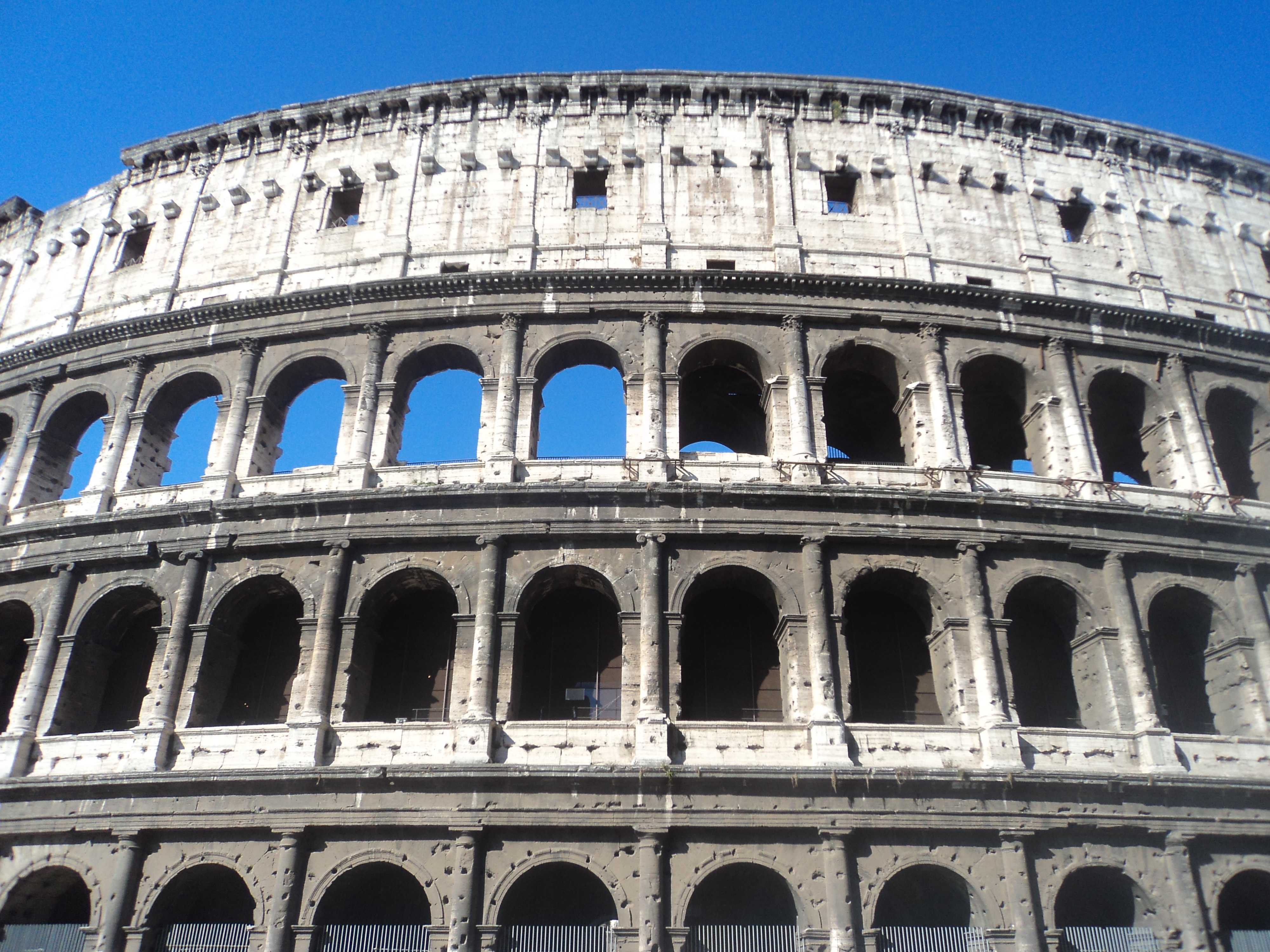
Koloseum z zewnątrz

Porządek spiętrzony – czyli spiętrzenie (kumulacja) porządków architektonicznych, wprowadzenie w jednym obiekcie, na kilku kondygnacjach, porządków reprezentujących kolejno: porządek dorycki, joński, koryncki. Wskazany zabieg architektoniczny ma na celu zwiększenie walorów estetycznych budowli dla odbiorcy. Spiętrzenie porządków w architekturze najczęściej wynika z kolejno dokonywanych renowacji na przestrzeni wieków. 
Przykładem takiego spiętrzenia jest Koloseum, które zamiast porządku doryckiego posiada porządek toskański. Jest to spiętrzenie na sposób rzymski. W okresie renesansu wprowadzono dodatkowo nowe rozwiązania, w których parter traktowano jako podstawę, budując go z elewacją boniowaną lub rustykalną, powyżej parteru:
- od pierwszego piętra kolejność stosowania porządków była analogiczna jak w sposobie rzymskim,
- od pierwszego piętra kolejność porządek joński, koryncki lub dorycki, najwyżej dorycki lub koryncki.